# Salustiano Sanchez
Salustiano Shorty Sanchez Blazquez (El Tejado de Béjar, Spanje, 8 juni 1901 – Grand Island, Verenigde Staten, 13 september 2013) was aan het einde van zijn leven, na het overlijden van de 116-jarige Japanner Jiroemon Kimura, gedurende drie maanden officieel de oudste man ter wereld.

## Levensloop
Sanchez werd geboren in het Spaanse dorpje El Tejado de Bejar, in de provincie Salamanca. Hij emigreerde op zijn zeventiende samen met zijn broer Pedro en enkele vrienden naar Cuba. Daar werkte hij op suikerrietplantages. In 1920 vertrok hij naar de Verenigde Staten, waar hij in de kolenmijnen van Lynch werkte. Later verhuisde hij naar Niagara Falls, waar hij onder andere werkte bij de Scrufari Construction Company en Union Carbide.
Hij trouwde in 1934 met Pearl Emilie Chiaresa. Samen kregen ze twee kinderen. Pearl overleed in 1988. Sanchez had, toen hij op 112-jarige leeftijd overleed, zeven kleinkinderen, vijftien achterkleinkinderen en vijf achterachterkleinkinderen. Hij woonde de laatste zes jaar van zijn leven in een tehuis in Grand Island, New York.
Omdat zijn leeftijd pas op 25 juli 2013 werd erkend, waren intussen zijn landgenoot James McCoubrey en Kimura's landgenoot Jokichi Ikarashi ten onrechte enige tijd als de oudste mannen ter wereld erkend. Dat was ook het geval voor de Italiaan Arturo Licata, maar die overleefde hem en is daarmee ook de oudste man ter wereld geweest (hoewel Ernest Peronneau Sanchez eerst nog opvolgde).